# Complicated Disaster
Complicated Disaster è un singolo della cantante statunitense Tina Turner, pubblicato nel 2005 ed estratto dalla raccolta All the Best.

## Tracce
- CD (Europa)/Download digitale

1. Complicated Disaster - 3:43